# Хоффельд (Айфель)
Хоффельд (нем. Hoffeld) — община в Германии, в земле Рейнланд-Пфальц.
Входит в состав района Арвайлер. Подчиняется управлению Аденау. Население составляет 285 человек (на 31 декабря 2010 года). Занимает площадь 5,15 км².